# 工兵旅団 (フランス陸軍)
工兵旅団（こうへいりょだん、 Brigade du Génie：BG）は、フランス陸軍の旅団のひとつ。1998年7月1日に創設されたCFLT隷下の工兵旅団で、司令部をバ＝ラン県のストラスブールに置く。陸軍の全般工兵作戦を担当していたが、2010年6月24日に解隊された。

## 編制
- イルキルシュ＝グラフェンスタデン駐屯地（バ＝ラン県）
  - 第1工兵連隊
- メス駐屯地（モゼル県）
  - 第2工兵連隊
- ヴェルサイユ駐屯地（イヴリーヌ県）
  - 第5工兵連隊
- フォントヴロー＝ラベ駐屯地（メーヌ＝エ＝ロワール県）
  - 第2竜騎兵連隊
- ジョワニー駐屯地（ヨンヌ県）
  - 第28地理グループ